# Очарование (фильм, 1979)
«Очарование» (фр. Fascination) — французский вампирский эротический фильм ужасов 1979 года режиссёра Жана Роллена. Сам режиссёр характеризовал данную картину как наиболее соответствующую его кинематографическому видению.

## Сюжет
После очередного ограбления группа воров не смогла поделить между собой награбленное, и один из них скрывается от своих сообщников, прихватив с собой все деньги. Пытаясь отделаться от своих преследователей, вор проникает в замок, где обнаруживает двух сексуальных молодых девушек-горничных, которых берёт в заложники. Снаружи скрывшегося сообщника поджидают его бывшие друзья-грабители. Вскоре вор выясняет, что в замке должны появится ещё несколько красивых девушек, которые планируют устроить здесь вампирский ритуал. Теперь вор сам становится заложником их вампирских и эротических игрищ.

## В ролях
- Франка Мэй — Элизабет
- Бриджит Ляэ — Ева
- Жан-Мари Лемар — Марк
- Фанни Маже — Хелен
- Эвелин Томас — Доминик

## Критика
В рецензиях на фильм критики отмечают его бредовую сказочную атмосферу и запоминающуюся сцену убийства с помощью косы.